# Jawor Geczew
Jawor Iliew Geczew (bułg. Явор Илиев Гечев; ur. 10 czerwca 1978 w Płowdiwie) – bułgarski polityk, rolnik i działacz spółdzielczy, poseł do Zgromadzenia Narodowego, w latach 2022–2023 minister rolnictwa.

## Życiorys
W 2001 ukończył studia na Akademii Rolniczej w Płowdiwie, uzyskał magisterium z ochrony roślin. Kształcił się także w zakresie zarządzania i polityki publicznej. Zawodowo związany z rolnictwem. Był zatrudniony w funduszu rolniczym „Zemedelie”, zajmował stanowisko dyrektora regionalnej agencji płatniczej w Płowdiwie. Zaangażował się w działalność polityczną w ramach Bułgarskiej Partii Socjalistycznej. W 2013 uzyskał z jej ramienia mandat posła do Zgromadzenia Narodowego 42. kadencji. W tym samym roku powołany na wiceministra rolnictwa, funkcję tę pełnił do 2014.
W latach 2016–2021 kierował krajowym związkiem spółdzielni rolniczych w Bułgarii, w 2021 ponownie zajmował stanowisko wiceministra rolnictwa. W sierpniu 2022 został ministrem rolnictwa w powołanym wówczas przejściowym rządzie Gyłyba Donewa. Utrzymał tę funkcję również w utworzonym w lutym 2023 drugim technicznym gabinecie tego samego premiera. Zakończył urzędowanie w czerwcu 2023.